# Ron Low
Ronald Albert „Ron“ Low (* 21. Juni 1950 in Birtle, Manitoba) ist ein ehemaliger kanadischer Eishockeytorwart und -trainer. Zwischen 1972 und 1985 bestritt er unter anderem 389 Partien in der National Hockey League, den Großteil davon für die Washington Capitals, die Edmonton Oilers und die New Jersey Devils. Anschließend betreute er als Cheftrainer in der NHL die Oilers sowie die New York Rangers und stand dabei in über 500 Spielen hinter der Bande.

## Karriere

### Als Spieler

#### Anfänge
Ron Low verbrachte seine Juniorenzeit bei den Winnipeg Jets in der Western Canada Hockey League sowie bei den Dauphin Kings in der Manitoba Junior Hockey League (MJHL). Mit den Kings gewann er 1969 und 1970 jeweils die Meisterschaft der MJHL und nahm mit dem Team an den Ausscheidungsspielen des Memorial Cups teil, ohne dabei jedoch das Endspiel zu erreichen. Anschließend wurde er im NHL Amateur Draft 1970 an 103. Position von den Toronto Maple Leafs ausgewählt.
Zur Saison 1970/71 wechselte der Kanadier in den Profibereich und schloss sich den Jacksonville Rockets aus der Eastern Hockey League (EHL) an, wo er am Ende der Spielzeit zum Rookie des Jahres der Southern Division gekürt wurde. Das folgende Jahr verbrachte er hauptsächlich bei den Tulsa Oilers in der Central Hockey League (CHL), bevor er sich zur Saison 1972/73 bei den Maple Leafs in der National Hockey League (NHL) etablierte. Der Torwart absolvierte 42 Spiele in seinem ersten Spieljahr in der höchsten Liga Nordamerikas, von denen er allerdings nur zwölf gewann. In der Folge verlor er seinen Stammplatz im NHL-Aufgebot der Leafs allerdings an Doug Favell, Eddie Johnston und Dunc Wilson, sodass er die gesamte Spielzeit 1973/74 in Tulsa verbrachte und dabei ins CHL Second All-Star Team berufen wurde.

#### NHL
Der endgültige Sprung in die NHL gelang Low durch die Ligaerweiterung von 1974, wobei er von den neu gegründeten Washington Capitals im NHL Expansion Draft 1974 ausgewählt wurde. In Washington etablierte er sich prompt als erster Torhüter, jedoch war das Team in den ersten Jahren kaum konkurrenzfähig, sodass er in den ersten beiden Spielzeiten von 91 bestrittenen Partien nur 14 gewann und jeweils einen Gegentorschnitt von deutlich über 5,0 aufwies. Nach drei Jahren gaben die Capitals die Rechte an ihm im August 1977 samt einem Drittrunden-Wahlrecht für den NHL Entry Draft 1979 an die Detroit Red Wings ab, die im Gegenzug Walt McKechnie, ein Drittrunden-Wahlrecht im NHL Amateur Draft 1978 sowie ein Zweitrunden-Wahlrecht im Draft 1979 nach Washington schickten. Im ersten Jahr noch Backup von Jim Rutherford in der NHL, kehrte er für sein zweites Jahr in der Organisation der Red Wings in die Minors zurück und führte die Kansas City Red Wings zu 33 Siegen, sodass er als Most Valuable Player der CHL ausgezeichnet sowie ins First All-Star Team berufen wurde.
Über den NHL Expansion Draft 1979 gelangte der Torwart anschließend zu den Nordiques de Québec, die ihn allerdings bereits im März 1980 im Tausch für Ron Chipperfield an die Edmonton Oilers abgaben. In Edmonton stand Low knapp drei Jahre regelmäßig als zweiter Torhüter auf dem Eis, bevor er im Februar 1983 samt Jim McTaggart zu den New Jersey Devils transferiert wurde, wobei die Oilers im Gegenzug Lindsay Middlebrook und Paul Miller erhielten. Nach zwei weiteren Spielzeiten mit regelmäßiger Eiszeit wurde sein restlicher Vertrag im Sommer 1985 ausbezahlt (buy-out), sodass er im September 1985 in die Organisation der Oilers zurückkehrte und bei deren Farmteam, den Nova Scotia Oilers, in der American Hockey League (AHL) als Spielertrainer angestellt wurde. Seine NHL-Rechte gingen im November gleichen Jahres über den Waiver an die Philadelphia Flyers, ohne dass er jemals für die Organisation aktiv wurde. Insgesamt absolvierte er noch sechs Spiele für Nova Scotia in der AHL, bevor er seine aktive Laufbahn für beendet erklärte.
Insgesamt hatte Low im Rahmen seiner NHL-Karriere 389 Spiele absolviert und dabei 103 Siege sowie vier Shutouts verzeichnet.

### Als Trainer
Nach dem Ende seiner aktiven Karriere war Low weiterhin als Assistenztrainer bei den Nova Scotia Oilers tätig, die er schließlich zur Saison 1987/88 als Cheftrainer übernahm und auch nach der Umfirmierung in Cape Breton Oilers im Jahr darauf betreute. Parallel dazu fungierte er als Torwarttrainer bei den Edmonton Oilers in der NHL, mit denen er 1987 den Stanley Cup gewann und auch auf der Trophäe verewigt wurde. Zur Spielzeit 1989/90 wurde er zum Assistenztrainer in Edmonton ernannt und führte das Team unter Cheftrainer John Muckler zu einem weiteren Stanley Cup. Über vier Jahre war Low als Assistenztrainer bei den Oilers tätig, bis er Mitte der Saison 1994/95 George Burnett als Cheftrainer ablöste. Bis 1999 leitete der Kanadier die Geschicke der Oilers und führte das Team zweimal in die zweite Playoff-Runde, bevor er entlassen und durch Kevin Lowe ersetzt wurde.
Anschließend verbrachte Low ein Jahr als Cheftrainer und General Manager der Houston Aeros in der International Hockey League, bevor er zur Saison 2000/01 bei den New York Rangers zu seinem zweiten Posten als NHL-Headcoach kam. Sein Engagement bei den Rangers endete nach zwei Jahren und ohne Playoff-Teilnahme, jedoch war der Kanadier noch zwei weitere Jahre als Scout für die Organisation aktiv. Seine letzte Station markierten die Ottawa Senators, für die er ebenfalls als Scout, Torwarttrainer und zuletzt in der Spielzeit 2007/08 als Assistenztrainer tätig war.
Low zog sich in der Folge aus dem Eishockeysport zurück, kehrte in seine Heimat nach Dauphin zurück und betreibt doch einen Golfplatz.

## Erfolge und Auszeichnungen

### Als Spieler
| - 1969 MJHL-Meisterschaft mit den Dauphin Kings - 1970 MJHL-Meisterschaft mit den Dauphin Kings - 1971 EHL-Rookie des Jahres (Southern Division) | - 1974 CHL Second All-Star Team - 1979 Tommy Ivan Trophy - 1979 CHL First All-Star Team |

### Als Trainer
- 1987 Stanley-Cup-Gewinn mit den Edmonton Oilers (als Torwarttrainer)
- 1990 Stanley-Cup-Gewinn mit den Edmonton Oilers (als Assistenztrainer)

## Karrierestatistik

### Spielerstatistik
(Legende zur Torhüterstatistik: GP oder Sp = Spiele insgesamt; W oder S = Siege; L oder N = Niederlagen; T oder U oder OT = Unentschieden oder Overtime- bzw. Shootout-Niederlage; Min. = Minuten; SOG oder SaT = Schüsse aufs Tor; GA oder GT = Gegentore; SO = Shutouts; GAA oder GTS = Gegentorschnitt; Sv% oder SVS% = Fangquote; EN = Empty Net Goal; 1 Play-downs/Relegation; Kursiv: Statistik nicht vollständig)

### NHL-Trainerstatistik
(Legende zur Trainerstatistik: Sp oder GC = Spiele insgesamt; W oder S = erzielte Siege; L oder N = erzielte Niederlagen; T oder U = erzielte Unentschieden; OTL oder OTN = erzielte Niederlagen nach Overtime oder Shootout; Pts oder Pkt = erzielte Punkte; Pts% oder Pkt% = Punktquote; Win% = Siegquote; Resultat = erreichte Runde in den Play-offs)